# فرودگاه بین‌المللی ژنرال پدرو مندز
فرودگاه بین‌المللی ژنرال پدرو مندز (به انگلیسی: General Pedro J. Méndez International Airport) یک فرودگاه همگانی مسافربری با کد یاتا CVM است که یک باند فرود آسفالت دارد و طول باند آن ۲۲۰۰ متر است. این فرودگاه در کشور مکزیک قرار دارد و در ارتفاع ۲۳۲ متری از سطح دریا واقع شده‌است.